# Никиты (Московская область)
Никиты — деревня в Волоколамском районе Московской области России.
Относится к сельскому поселению Чисменское, до муниципальной реформы 2006 года относилась к Чисменскому сельскому округу. Население — 5 чел. (2010).

## Население
| 1852 | 1859 | 1926 | 2002 | 2006 | 2010 |
| ---- | ---- | ---- | ---- | ---- | ---- |
| 139  | ↗149 | ↗226 | ↘23  | ↘3   | ↗5   |

## Расположение
Деревня Никиты расположена примерно в 16 км к востоку от центра города Волоколамска, на левом берегу реки Большой Сестры (бассейн Иваньковского водохранилища). В деревне три улицы — Красивая, окружная и Раздольная. Ближайшие населённые пункты — деревни Литвиново и Богданово.

## Название
В 1390—1400 гг. это было село Литвиново с церковью Никиты Великомученика, принадлежавшее Александру Борисовичу Полеву. Так же упоминается в 1541 году. В писцовой книге 1626 года уже говорится о «церковном месте храма Никиты Великомученика при пустоши, что была селом Литвиново, вотчиной Иосифова монастыря». Название связано с некалендарным именем Литвин.
Вскоре на церковном месте была вновь построена церковь, также освящённая во имя Никиты Великомученика, а возникшая при ней деревня получила церковное название. В течение длительного времени его форма постоянно менялась: Никиты Великого (1784 г.), Никиты Великое или Никиты Великия (1862 г.), Никита Великий (1890 и 1926 гг.). Название Никиты впервые указывается в справочнике административного деления 1953 года.

## Исторические сведения
В «Списке населённых мест» 1862 года Никиты-Великое (Никиты-Великия) — казённая деревня 2-го стана Волоколамского уезда Московской губернии по левую сторону почтового Московского тракта (из Волоколамска), в 15 верстах от уездного города, при реке Сестре, с 21 двором, фабричным заведением и 149 жителями (61 мужчина, 88 женщин).
По данным на 1890 год входила в состав Аннинской волости Волоколамского уезда, число душ мужского пола составляло 66 человек.
В 1913 году — 29 дворов, земское училище и 3 чайных лавки.
По материалам Всесоюзной переписи населения 1926 года — центр Никитско-Великого сельсовета Аннинской волости, проживало 226 жителей (100 мужчин, 126 женщин), насчитывалось 50 хозяйств, имелась школа.
С 1929 года — населённый пункт в составе Волоколамского района Московской области.

## Уроженцы
- Воробьев Григорий Васильевич (1912 г.р., д. Никиты) — кавалер Ордена Красной Звезды.[15]
- Грязнов Иван Николаевич (1919 г.р., д. Никиты) — кавалер Ордена Красной Звезды.[16]
- Грязнов Николай Николаевич (1915 г.р., д. Никиты) — награжден медалью «За боевые заслуги».[17]
- Захаров Николай Иванович (1927 г.р., д. Никиты) — кавалер Ордена Отечественной войны II степени.[18]
- Иванов Дмитрий Иванович (1906 г.р., д. Никиты) — кавалер Ордена Отечественной войны II степени.[19]
- Казаева Евгения Герасимовна (1921 г.р., д. Никиты) — кавалер Ордена Отечественной войны II степени.[20]
- Кульнева Вера Ивановна (1926 г.р., д. Никиты) — кавалер Ордена Отечественной войны II степени.[21]
- Комков Иван Васильевич (1918 г.р., д. Никиты) — кавалер Ордена Отечественной войны II степени.[22]
- Комков Георгий Аникеевич (1911 г.р., д. Никиты) — кавалер Ордена Красной Звезды и Ордена Отечественной войны I степени.[23][24]
- Комков Дмитрий Алексеевич (1904 г.р., д. Никиты) — награжден медалью «За отвагу».[25]
- Фомин Анатолий Михайлович (1922 г.р., д. Никиты) — кавалер Ордена Отечественной войны II степени.[26]
- Фомин Михаил Васильевич (1908 г.р., д. Никиты) — кавалер Ордена Отечественной войны II степени.[27]
- Чигина Надежда Ивановна (1908 г.р., д. Никиты) — кавалер Ордена Отечественной войны II степени.[28]
- Юхацков Максим Николаевич (1925 г.р., д. Никиты) — награжден медалью «За отвагу».[29]